# 梶原公子
梶原 公子（かじわら きみこ、1950年 - ）は、日本の教育者、管理栄養士、労働運動家、著述家。学位は博士（栄養学）（聖徳大学・2006年）。
高等学校での勤務を経て、特定非営利活動法人ニュースタート事務局に勤務した。

## 来歴

### 生い立ち
1950年（昭和25年）に生まれ、静岡県にて育った。静岡県により設置・運営されていた静岡女子大学に進学した。静岡女子大学を卒業し、学士の称号を取得した。

### 教育者として
大学卒業後は、高等学校に採用され、家庭を講じる教員として20年ほど勤務した。高等学校を退職してからは、向学心を断ちがたく、立教学院が設置・運営する立教大学の大学院に進学した。その結果、修士（社会学）の学位を取得した。さらに、東京聖徳学園が設置・運営する聖徳大学の大学院に進学した。在学中に「若者の食行動と食意識の研究――より有効な食物教育をめざして」と題した博士論文を執筆した。その結果、聖徳大学の大学院を修了し、2006年（平成18年）3月15日に博士（栄養学）の学位を取得した。さらに管理栄養士の資格も取得した。また、日本社会臨床学会においては、運営委員などを務めていた。

### 労働運動家として
その後、特定非営利活動法人である「ニュースタート事務局」に勤務し、ひきこもりとなった人々の支援に取り組んでいた。また、2010年（平成22年）より静岡県の地域ユニオンに参画しており、労働者の支援にあたっている。

## 研究
専門は栄養学であり、特に食と栄養に関する分野の研究に従事した。具体的には、若年層の食の実態について調査し、それを社会学的な視点に立脚して分析を行っていた。『なぜ若者は〈自立〉から降りるのか――しあわせな〈ひも婚〉へ』など、若年層の自立に関する著作も発表しており、それらに関する講演なども行っていた。また、女性問題についても論じており、それらに関する著述活動も行っていた。『女性が甘ったれるわけ――〈女の美徳〉という神話』をはじめとして、女性問題に関連する著作を上梓している。2014年（平成26年）の東京都議会本会議にて塩村文夏が鈴木章浩から性的な嫌がらせを含む野次を受けた際には、それを受けて女性蔑視について論じるシンポジウムを開催した。そのほか、地域ユニオンに参画した経験を持つことから、労働問題に関する著作も上梓している。
学術団体としては、日本社会臨床学会などに所属していた。

## 略歴
- 1950年 - 誕生[1]。
- 2006年 - 聖徳大学大学院修了[3][4]。

## 著作

### 単著
- 梶原公子著『自己実現シンドローム――蝕まれる若者の食と健康』長崎出版、2008年。ISBN 978-4-86095-307-2
- 梶原公子著『女性が甘ったれるわけ――〈女の美徳〉という神話』長崎出版、2010年。ISBN 978-4-86095-416-1
- 梶原公子著『なぜ若者は〈自立〉から降りるのか――しあわせな〈ひも婚〉へ』同時代社、2012年。ISBN 978-4-88683-720-2
- 梶原公子著『25パーセントの女たち』あっぷる出版社、2014年。ISBN 978-4-87177-324-9
- 梶原公子著『コミュニティユニオン――沈黙する労働者とほくそ笑む企業』あっぷる出版社、2021年。ISBN 978-4-87177-358-4

### 共著
- 井上芳保編著『セックスという迷路――セクシュアリティ文化の社会学』長崎出版、2008年。ISBN 978-4-86095-216-7
- 井上芳保編著『健康不安と過剰医療の時代――医療化社会の正体を問う』長崎出版、2012年。ISBN 978-4-86095-490-1

### 註釈
1. ↑  静岡女子大学は、静岡薬科大学、静岡女子短期大学と統合され、1987年に静岡県立大学が設置された。
2. ↑  学士の称号は、1991年7月1日以降の学士の学位に相当する。

## 関連人物
- 井上芳保